# 銀座旋風児 目撃者は彼奴だ
『銀座旋風児 目撃者は彼奴だ』（ぎんざマイトガイ もくげきしゃはきゃつだ）は、1960年3月26日に公開された日本の映画である。監督は野口博志。主演は小林旭。日活制作。

## 概要
経済団体の元会長殺しを追っていた刑事が殺され、目撃者が物的証拠を楯に濡れ衣を着せられたために二階堂卓也が目撃者の無実説を提唱して、真犯人に立ち向かう銀座旋風児シリーズ第3作。

## キャスト
- 二階堂卓也 ： 小林旭
- 村越明子： 浅丘ルリ子
- 荒木浩司：青山恭二
- 錦弥：白木マリ（白木万理）
- 情報屋の秀：小沢昭一
- 野原秀雄： 二本柳寛
- 女将おもん： 相馬千恵子
- 田川礼子：楠侑子
- 志村音次郎： 内田良平
- 小山田一郎：沢井杏介
- 芸者Ａ：天路圭子
- 梅沢正子：雨宮節子
- 山崎千恵子： 島村葉子
- 中村係長： 浜村純
- 木戸川義策 ：松本染升
- 吉田龍太郎： 小泉郁之助
- 梅沢：花村典克（花村彰則）
- 粂島鉄次 ：二階堂郁夫
- 警視庁鑑識課員 ：雪丘恵介
- ハンフリー白川 ：川辺健三
- ハンター： 二木草之助、 緑川宏
- 久保田：宮崎準
- 佐川 ：近江大介
- 警視庁刑事 ： 本目雅昭、速水脩二
- メッセンジャーボーイ ：今川英二
- 野原の配下  ：荒井昭一、志方稔
- 喫茶店のボーイ ： 田中滋
- 野原の配下  ： 荒木良平
- ハンター：三笠謙（池沢竜）
- 置屋の女中：高田栄子
- 芸者Ｂ：久木登紀子（香取環）
- ユキ： 加代あけ美
- 四條の宴席の女中： 家根谷美代子（水城英子）
- ハンターの連れ： 花柳礼奈、斉藤倫子 、柳田妙子
- 技斗 ： 高瀬将敏
- 以下ノンクレジット
- 喫茶店の店員： 露木護
- 野原の部下 ：玉井謙介、式田賢一
- タクシー運転手 ：里実（大門実）
- サンドイッチマン：蒲生晃治
- 靴磨き屋： 上釜孝允
- 映画館の客： 糸賀靖雄
- 秀とすれ違う女：佐川明子、本間節子
- 料亭の芸者：朝香奈緒美、坂巻祥子
- 料亭の宴席の客 ： 神山勝、島村謙二（島村謙次）
- 看護婦：横田陽子（横田楊子）
- 鑑識課員：小柴隆（小柴尋詩）

## スタッフ
- 監督：野口博志
- 脚本：織田清司
- 企画：茂木了次
- 原作：川内康範（「週刊スリラー」連載）
- 音楽：山本直純